# Joseph Anton von Petzek
Joseph Anton Petzek, ab 1800 von Petzek (* 6. Jänner 1744 in Gabersdorf, Böhmen; † 19. Juli 1804 in Wien) war ein österreichischer Rechtsgelehrter und Autor. Er lehrte an den Universitäten Freiburg und Wien.

## Leben und Wirken
Petzek war ein Sohn des Gabersdorfer Mühlenpächters Anton Petzek und dessen Frau Elisabeth, geborene Rose, aus Goldenöls; er hatte einen Zwillingsbruder Tobias Caspar. Mit Unterstützung von Förderern konnte der aus ärmlichen Verhältnissen stammenden Müllerssohn an den Universitäten Olmütz und Prag Rechtswissenschaften studieren. Nach Abschluss seiner Studien widmete er sich dem Lehramt.
1778 wurde Petzek auf den Lehrstuhl für Kirchenrecht an der Universität Freiburg berufen. Außerdem lehrte er in Freiburg zehn Jahre österreichisches Privatrecht und übte zudem 15 Jahre ohne Entgelt das Amt des Bücherzensors für Vorderösterreich aus. 1791 wurde Petzek zum k.k. Appellationsrat ernannt.
Als während des Ersten Koalitionskrieges im Oktober 1796 das Armeekorps des Erzherzogs Karl, der nur die Division des Marschalls Saint-Cyr im Breisgau wähnte, vor der Festung Kehl stand, erhielt Petzek Kenntnis davon, dass sich die französische Hauptarmee unter General Moreau in die Gegend bewegte und beabsichtigte, das österreichische Korps vor Kehl einzukesseln und gefangen zu nehmen. Über einen Kurier warnte Petzek Erzherzog Karl vor der Gefahr. Daraufhin zog dieser die Korps Nauendorf, Latour und Fröhlich zusammen und konnte dadurch die Franzosen noch vor deren geplanten Angriff überraschen und aus dem Breisgau vertreiben.
Nachdem Petzeks Anteil an dem Sieg öffentlich bekannt geworden war, fühlte er sich in Freiburg nicht mehr sicher, da mit erneuten Einfällen der Franzosen zu rechnen war. Sein Versetzungsgesuch blieb jedoch zunächst unberücksichtigt. Als die Franzosen 1799 wieder in den Breisgau einmarschierten, floh Petzek ohne seine Familie aus Freiburg. Im Jahre 1800 wurde seiner Versetzung auf den Lehrstuhl für Kirchenrecht an der Universität Wien stattgegeben, seine Nachfolge in Freiburg trat Josef Anton Sauter an. Kaiser Franz II. erhob Petzek am 12. September 1800 in den erblichen Adelsstand.

## Wappen
Als Wappen führte Petzek einen von Gold und blau quergeteilten Schild. Das obere goldene Feld zeigt einen ausgebreiteten schwarzen zweiköpfigen österreichischen Adler; im unteren blauen Feld befindet sich der Trautenauer Lindwurm – ein auf grüner Wiese liegender vierfüßiger Drache mit gewundenem Stachelschwanz. Auf dem Schilde ruht ein rechtsgekehrter gekrönter Turnierhelm, auf dessen Krone sich ein offener schwarzer Adlerflug erhebt. Die Helmdecken sind rechts schwarz, links blau, beiderseits mit Gold belegt.

## Werke
- Dissertatio de modo causas religionem concernentes inter Catholicos et Protestantes controversas secundum leges Jur. Publ. Ecclesiastici Germaniae finiendi Freiburg 1778
- Synopsis jurium communium ad titulos in alphabeti ordinem redactos accommodata, inque compendium jura discentium jure consultorum ac judicum luci publicae exposita, Freiburg 1781
- Dissertatio de potestate ecclesiae in statuendis matrimonii impedimentis, Freiburg 1783
- Schreiben an die Freimüthigen, eine Gesellschaft zu Freyburg im Breisgau, Tübingen 1784
- Vindiciae Dissertationis de potestate ecclesiae in statuendis matrimonii impedimentis Ao. 1783 editae contra binam dissertationem canonicam Argentoratensem, Freiburg 1787
- Untersuchung ob der Kirchenablass eine Nachlassung der göttlichen Strafe sei, und ob dessen Wirkung sich auf die Seelen der Verstorbenen erstrecke, Freiburg 1788
- Grundsätze des vorderösterreichischen Privatrechtes, 3 Bde., Freiburg 1792–1794
- Systematisch-chronologische Ordnung aller Gesetze und Allerhöchsten Verordnungen, die von den ältesten Zeiten bis auf 1794 für die vorderösterreichischen Lande erlassen worden sind und jetzt noch bestehen, 5 Bde., Freiburg 1794–1797 (Bde. 3–5 unter dem Titel Systematisch-chronologische Sammlung der politisch-geistlichen Gesetze, die von den ältesten Zeiten bis auf 1795 für die vorderösterreichischen Lande erlassen worden)
- Katalog der von 1783 bis 1794 in Oesterreich verbotenen Bücher, Freiburg 1794